# خريبكة
خريبكة هي مدينة مغربية تقع في وسط النصف الشمالي للمملكة وهي عاصمة إقليم خريبكة التابع لجهة بني ملال خنيفرة ويبلغ عدد سكانها 455،563 نسمة حسب الإحصاء العام للسكان والسكنى لسنة 2024. تدين المدينة بإنمائها وأهميتها إلى وجود رواسب الفوسفات المجاورة.

## تسمية
ويغلب على الظن أن أصل تسمية المدينة باسم «خريبگة» هو كلمة "kourigha" العربية الفصيحة[بحاجة لمصدر]، ومعناها كما نقرأ في المعجم الوسيط الصادر عن مجمع اللغة العربية بالقاهرة: أسرع [في مشيه]، وكذلك قطع، شق. وهذا المعنى الأخير يحيل، بلا شك، إلى مشاهد الحفر والتعرية المكثفة الناجمة عن اكتشاف واستغلال مناجم الفوسفاط من طرف أوائل المعمرين الفرنسيين.

## تاريخ
مدينة خريبگة أسستها سلطات الحماية الفرنسية بقيادة ألفغاد بوجاي عام 1923 إثر استكشافهم للفوسفات في المنطقة المجاورة، وتقدر كمية الفوسفات من 35 إلى 40 مليار متر مربع، والمغرب يعتبر ثاني أكبر مصدر للفوسفات في العالم بعد الصين إلى الآن. هناك مناجم عديدة في الإقليم، ورئيسيا منها منجم سيدي شنان قرب وادي زم وبولنوار وبوجنيبة وحطان.

## الثقافة
تعتبر هذه المدينة ملتقى الثقافات الأفريقية خصوصاً في مجال السنيما، حيث تحتضن المهرجان الدولي للسينما الافريقية و المهرجان الدولي للمسرح.

## تاريخها
عرفت مدينة خريبكة بأنها كانت في القدم ملاذ أهل البيت والشيوخ والفقهاء كأبو عبيد الشرقي وسيدي عبد الرحمن المجذوب والقاضي عياض والسموأل المغربي (أصله من المغرب لكنه استقر في بغداد ثم إلى بلاد العجم) وابن البناء المراكشي والعديد غيرهم.

#### اكتشاف الفوسفات
في عام 1912، تم اكتشاف الفوسفات في منطقة البروج. وأُجريت عمليات استكشاف منهجية للهضاب، حيث تبين وجود منجم غني غرب وادي زم.
صدر ظهير شريف في 20 أغسطس 1920 يقضي بإنشاء المكتب الشريف للفوسفات (O.C.P)، الذي بدأ عمليات الاستغلال في خريبكة في مارس 1921. كان المركز الأول هو بوجنيبة، حيث تم إنشاء الإدارة والخدمات الخارجية للمكتب بالقرب من أول مركز إنتاج. ومع ذلك، قررت إدارة المكتب الشريف للفوسفات في عام 1924 نقل مقرها من بوجنيبة إلى موقع قريب من النقطة 791.
تمت تسمية الموقع الجديد "خريبكة"، وهو الاسم الذي كان يطلقه الرحل على المنطقة. ويُعتقد أن أصل الكلمة يعود إلى الجذر «خ، ر، ب»، الذي يعني «الثقب»، نظراً لأن سطح المنطقة كان مليئاً بثقوب طبيعية ناجمة عن نمط التآكل الفريد للطبقات الكلسية.

#### القبائل ونمط حياة السكان عند تأسيس المنطقة
في عام 1920، انقسمت المنطقة التي أصبحت فيما بعد دائرة خريبكة بين قبيلتين:
- أولاد بحر الكبار في الشمال الشرقي، وتشمل أولاد إبراهيم، القفاف، وبني اخلف.
- أولاد بحر الصغار في الجنوب والغرب، وتشمل أولاد عبدون، الفقرة، المفسيس، وأولاد عزوز.

كانت هذه القبائل بدوية تعيش قليلاً على زراعة الحبوب (القمح والشعير بشكل رئيسي)، لكنها اعتمدت أساساً على قطعان الأغنام الكبيرة التي تنقلها بين قعدة أولاد عبدون حيث يقيمون حتى الربيع، وغابات السماعلة وبني زمور في الشمال الشرقي حيث يقضون الصيف وأجزاء من الخريف.
كان الرعاة يعيشون في الخيام (الخيمة)، بينما كانت نسبة صغيرة (5%) من السكان تعيش في تجمعات صغيرة مثل بوجنيبة وبولنوار، أو في بيوت بسيطة قرب المراقد أو الآبار.

#### تطور السكان في البداية
واجه المكتب الشريف للفوسفات صعوبات كبيرة في توظيف العمال عند تأسيسه. خلال أعمال الحفر من 1917 إلى 1920، كان يتم الاستعانة بالبدو الذين كانوا مطالبين بتقديم أربعة أيام عمل سنوياً لكل رجل إلى قائدهم.
في بوجنيبة وبولنوار، تم استخدام مدانين جنائيين للعمل، لكن الإنتاجية ظلت ضعيفة، وكانت العمالة غير مستقرة للغاية. إلا أن الملاحظات التي سُجلت حوالي عام 1923 أشارت إلى أن بعض العمال القادمين من منطقة سوس كانوا يعملون بجد وإنتاجية عالية ثم يغادرون بعد ادخار مبلغ كافٍ.
من هنا نشأت سياسة مزدوجة:
1. بدأ المكتب الشريف للفوسفات بتوظيف عمال امازيغ بشكل منهجي.
2. سعى إلى تثبيتهم في خريبكة أو القرى التعدينية من خلال تقديم مزايا اجتماعية متنوعة (مثل السكن).
تم تنظيم حملات دعائية بين 1924 و1935، حيث تنافس المكتب مع شركة التعدين في جرادة. وشُجّع القادة المحليون في الجنوب على تسهيل توظيف العمال، كما استعان المكتب بأفضل العمال من الجنوب لتشجيع أسرهم وجيرانهم على الانضمام.
ابتداءً من عام 1929، خضعت خريبكة لعملية اندماج ضمن المنطقة التي أُنشِئت فيها هذه المدينة العمالية الصغيرة. بدأت التجمعات السكانية المجاورة في الاستقرار حولها. في ذلك الوقت، بدأ البدو الرحّل من المناطق المحيطة في الاستقرار بشكل دائم؛ حيث قامت السلطات المحلية بإنشاء سوق في عام 1925، كان يُباع فيه أساسًا الحبوب والأغنام.
في عام 1946، كانت المدينة متمركزة حول نواتين تجاريتين: المدينة العتيقة والمدينة الحديثة. كانت منطقة الأطر (الأوروبيين في الغالب) تحتل مساحة مساوية لبقية المدينة (دون احتساب المنطقة الصناعية). تركز النشاط في المدينة العتيقة حول السوق، بينما لعبت المدينة الأوروبية والمدينة العتيقة المخصصة للتجفيف والدواوير الشرقية دور المدن السكنية. في غرب المدينة، بدأت الخيام والأكواخ (النوالة) العشوائية تتزايد.
بين عامي 1924 و1946، أصبح سكان الريف المحيط بالمدينة أكثرا ستقرارا ، وأصبح جزء من سكانها يعيش هناك، يبيع منتجاته في السوق للعمال.
اعتبارًا من الستينيات، شهدت المدينة تحولات كبيرة: تم بناء مدينة جديدة للتجفيف بمرافق صحية وكهرباء، وتم تحسين الطرق. لكن على الرغم من هذا التوسع الكبير، ظهرت دواوير جديدة تضمنت أيضًا أكواخًا عشوائية مثل دوار بن جلّون (المسمى نسبةً إلى مالك الأرض) خارج النطاق الحضري. كان هذا الدوار يضم غالبية العمال المتقاعدين من المكتب الشريف للفوسفاط. وتم توسيع النطاق الحضري في عام 1968 ليشمل هذا الدوار.
بين عامي 1936 و1952، بلغ متوسط النمو السكاني الحضري في المغرب حوالي 72٪. خلال هذه الفترة، ارتفع عدد سكان خريبكة من 8011 إلى 20365 نسمة، مما جعلها من بين المدن التي سجلت معدلات نمو تفوق المتوسط المغربي. بزيادة قدرها 175٪، جاءت خلف أغادير (415٪)، القنيطرة (210٪)، والدار البيضاء (195٪)، وهي مدن تقع في المنطقة الساحلية المتطورة حضريًا وزراعيًا. سجلت وجدة، وهي أيضًا مدينة تعدين، نفس معدل النمو الذي سجلته خريبكة.
في عام 1952، أصبحت خريبكة ثالث مدينة عمالية في المغرب بعد الدار البيضاء وآسفي، حيث كانت تضم ثلث العمال المغاربة في قطاع التعدين. وكانت تُعتبر أهم مركز لاستخراج الفوسفاط في العالم.
بين عامي 1952 و1960، تضاعف عدد سكان خريبكة ليصل إلى 40841 نسمة في عام 1960، وتصدرت المدن المغربية في معدل النمو (100٪). تلتها إفران، سلا، ووجدة بمعدلات نمو بلغت 67٪، 62٪، و59٪ على التوالي. وفي عام 1964، قُدّر عدد سكانها بـ 53742 نسمة.

## جغرافيا
تبعد بمسافة 107 كيلومتر عن مدينة الدار البيضاء، وب 157 كيلومتر عن العاصمة الرباط و200 كيلومتر عن مدينة مراكش و99 كيلومتر عن مدينة بني ملال و60 كيلومتر عن مدينة سطات.
ترتفع عن سطح البحر بجوالي 820 مترا نظرا لتواجدها على هضبة الفوسفاط المعروفة أيضا باسم هضبة ورديغة وتأسست المدينة سنة 1923م من طرف سلطات الحماية الفرنسية عندما اكتشفوا الفوسفاط في الإقليم ويتواجد مقر مجموعة المكتب الشريف للفوسفاط بهذه المدينة ويعتبر إقليمها أكبر مصدر للفوسفاط في العالم إذ توجد عدة مناجم أبرزها منجم سيدي شنان والمرح لحرش وسيدي الضاوي بالقرب من مدينة وادي زم التابعة لإقليم خريبكة والتي تبعد عنها بمسافة 30 كيلومتر وقرية بولنوار المنجمية (5 كيلومتر) وبلدة بوجنيبة (10 كيلومتر) وبلدةحطان (المعروفة باسم «الشعبة» نظرا لارتفاعها وكثرة شعبها)
ويحد إقليم خريبكةمن الشرق إقليم بني ملال ومن الغرب إقليم برشيد ومن الجنوب إقليم سطات ومن الشمال الخميسات ابن سليمان.

## اقتصاد

### الفوسفات
يزخر إقليم خريبكة بثروة منجمية مهمة، حيث تحتل المرتبة الأولى على الصعيد الوطني بتوفرها على احتياطي جد مهم من الفوسفات بالمغرب يقدر ب 37.35 مليار م3 إلى غاية 1 يناير 2000 لا ننسى أيضا أن مدينة خريبكة من المدن الأكثر جلبا للعملة الصعبة وذلك بحكم جاليتها المقيمة بإيطاليا.

### نشاط الصناعات التكنولوجية بخريبكة
يغض النظر عن الفوسفاط، عرف الإقليم بروز وحدات صناعية أخرى
في مختلف القطاعات الاقتصادية:
- الصناعة الكهربائية والإلكترونية
- الصناعة الكيماوية والشبه كيماوية
- الصناعة الغذائية
- الصناعة الميكانيكية والحديدية
- صناعة النسيج

### المناطق الصناعية بخريبكة
بالإقليم ثلاث مناطق صناعية:
- المنطقة الصناعية لخريبكة (الحي الصناعي): 20 هكتار (234 تجزئة) و13 وحدة صناعية عاملة - مشروع توسيع المنطقة
- مشروع إنجاز المنطقة الصناعية لبني يخلف.
- المنطقة الصناعية لوادي زم.
- المنطقة الصناعية لأبي الجعد.
- مصادر فوسفاط بأولاد عزوز

### الخدمات
يتوفر الإقليم على أنشطة خدماتية واعدة نذكر منها:
× 25 وكالة بنكية * 6 وكالات للتأمين *7 وكالات للأسفار
×خطين للسكك الحديدية مع رحلات يومية *3 محطتين طرقيتين مع مشروع بناء محطة طرقية عصرية.

### الفلاحة
تنقسم الأراضي الفلاحية إلى:
× 50% أراضي صالحة للزراعة * 20% غابات *30% أراضي غير مزروعة.
يمثل الإنتاج الحيواني أهم مورد للساكنة القروية حيث يقدر القطيع ب:
× الماعز: 30.000- 60.000 رأس
× الخيليات: 40.000- 60.000 رأس (المصدر م.ج.ف)
× الأبقار: 50.000- 70.000 رأس
× الأغنام: 500.000- 600.000 رأس

### الصناعة التقليدية
يمثل قطاع الصناعة التقليدية جزءا لايستهان به من الاقتصاد المحلي حيث يتوفر على:
- 9 تعاونيات تضم 260 منخرطا.
- جمعية حرفية (المصدر مندوبية الصناعة التقليدية).

## الصحة
تغطي التجهيزات التحتية معظم أنحاء الإقليم:
- 6 قاعات.
- 3 مستشفيات إقليمية (المصدر مندوبية الصحة).
- 20 مركزا صحيا.
- 7 مراكز صحية حضرية.
- 9 مستوصفات قروية.

## التعليم
البنيات التحتية لقطاع التعليم بخريبكة:
يتوفر الإقليم على 174 مؤسسة تعليمية منها 16 مؤسسة
بالقطاع الخاص و158 مؤسسة بالقطاع العام تستقطب
103.696 تلميذا يتم تأطيرهم من طرف
4.793 مدرس، بالإضافة إلى مركز نموذجي لتكوين
المعلمين.
التكوين المهني:
يتوفر إقليم خريبكة على 64 مؤسسة للتكوين المهني بطاقة استيعابية تبلغ 3762 مقعدا بيداغوجيا، منها 45 مؤسسة بالقطاع الخاص و19 مؤسسة بالقطاع العمومي تشمل هذه الأخيرة:
- 8 مؤسسات تابعة لمكتب التكوين المهني وإنعاش الشغل.
- مؤسسة واحدة تابعة لقطاع الفلاحة.
- 5 مؤسسات تابعة لقطاع الشبيبة والرياضة (دور الشباب).
- 3 مؤسسات تابعة للصناعة التقليدية.
- مؤسستين تابعتين لقطاع المقاومة. (المصدر مكتب التكوين المهني).

## التظاهرات الثقافية
تتميز الأنشطة الثقافية بالإقليم بالتنوع والانفتاح، وتبقى أبرز التظاهرات الثقافية بخريبكة كالتالي:
- مهرجان السينما الإفريقية بخريبكة

وتهدف هذه التظاهرة إلى:
- - الإسهام في إشعاع الثقافات الوطنية الإفريقية عن طريق تطوير السينما الإفريقية كوسيلة لتعبير وظاهرة ثقافية وتربوية.
  - فتح مجال الاتصال والحوار بين السينمائيين والفنانين ورجالات الثقافة الأفارقة من أجل التعارف وتوسيع وتبادل الأفكار والخبرات والتجارب.
  - الإسهام في بناء الوحدة الإفريقية على أسس السلام وتقوية روابط الصداقة بين الشعوب الإفريقية.

-ينظم مهرجان السينما الإفريقية كل سنة بمدينة خريبكة ويحضره ألمع الممثلين والممثلات وكذلك المخرجين والمخرجات وكل من له اهتمام واسع بالفن السابع كما يتم عرض الأفلام بالمركب الثقافي وكذا قاعة الأفراح بمدينة خريبكة ويتم تنظيم الندوات والحوارات بدار الثقافة وبفندق Golden Tulip Farah وبإقامة بودرقة وعمالة إقليم خريبكة. كما يتم منح عدة جوائز قيمة منها جائزة الإخراج، جائزة العمل الأول، جائزة السيناريو، جائزة المونتاج، جائزة الموسيقى الأصلية، جائزة أول دور نسائي، جائزة أول دور رجال، جائزة السينيفيليا المغربية «دونكيشوط» ويتم توزيع جوائز إضافية وشهادات تقديرية...
- المهرجان الوطني لعبيدات الرمى:

هذا المهرجان الذي حقق التراكم المطلوب باستقطابه لأهم وأعرق الفرق الممارسة لهذا الثرات الشعبي إلى إقليم خريبكة للمشاركة في عرسها السنوي. وإذا كان المهرجان في دروته الأولى قد سطر ضمن مبادئه الأولى إحياء هذا الفن والتعريف به ورد الاعتبار له والاحتفاء بمشايخه.
وتقديم هذا التراث الشعبي بأساليب وأدوات معاصرة من صوت تستقطب المستمع المغربي وخاصة الشباب وتفتح معارفه على ثقافة الأجداد، فإن هاته الدورة التي نظمت بمدن: خريبكة، وادي زم، وأبي الجعد من 25 إلى 28 ماي 2000 والتي عرفت مشاركة 13 فرقة من أقاليم ينتشر بها هذا الفن: (خريبكة، بني ملال، الخميسات، إقليم السراغنة، وبن سليمان). وقد ربحت الرهان. كانت بحق دورة التعريف، وهذا مهد الطريق لكي تكون الدورة الثانية دورة الترسيخ والنجاح بامتياز من خلال الانتشار الواسع الذي عرفه المهرجان على المستوى الوطني والتغطية للصحافة والإذاعة والتلفزة المغربية إذ صار تراث عبيدات الرمى من الفرجات المحببة لذا الجمهور المحلي والوطني. وقد نظمت هاته التظاهرة ما بين 13 و5 أبريل 20001 وعرفت مشاركة 20 فرقة من أقاليم:(خريبكة، بني ملال، الخميسات، إقليم السراغنة، بن سليمان، آسفي، مراكش وسطات). أما الدورة الثالثة التي كان شعارها الاستمرار عرفت مشاركة 24 مجموعة من أقاليم: (خريبكة، بني ملال، الخميسات، إقليم السراغنة، وبن سليمان، مراكش، أكادير والقنيطرة) فقد توقفت مباشرة بعد اليوم الأول بسبب التطور الخطير الذي عرفته الأوضاع في فلسطين وكان مقررا لها أيام 29, 30 ’ 31 مارس 2002.
- المعرض الجهوي:

كما تشتهر مدينة خريبكة بإقامة المعرض الجهوي والذي وصل إلى دورته السابعة والذي يقام بدار الثقافة وبساحة المدينة القديمة بخريبكة.
- مهرجان بوعبيد الشرقي:

كما أصبحت تشتهر بالمدينة الروحية والعلمية لإقليم خريبكة من خلال الزاوية الشرقاوية الشهيرة بأبي الجعد، والتي تستقطب زوارا من جنسيات وأديان مختلفة.
- المهرجان الدولي للفيلم الوثائقي الذي انطلق في دورته الأولى سنة 2009 وهو مهرجان حقق تراكمًا مهمًا في التعريف بالمدينة والوطن ككل. مهرجان يعقد مرة واحدة في السنة وتحضره أسماء عديدة من داخل وخارج المغرب للمشاركة في فقراته الرئيسية المسابقة الرسمية ومسابقة الهواة وندواته الرئيسية وورشاته ولقاءاته وأمسياته الموازية الشعرية والموسيقية وغيرها.

ملف خاص عن المهرجانات الثقافية في خريبكة :
تُعَدُّ مدينة خريبكة من أبرز الحواضر المغربية التي تلعب دورًا محوريًا في احتضان وتعزيز الثقافة والفنون، سواء على المستوى الوطني أو الإفريقي، مما يجعلها ملتقىً لتلاقي الثقافات، خاصة في مجالات السينما، الفنون الشعبية، والفنون المعاصرة. وتزخر المدينة بعدد كبير من المهرجانات الثقافية التي تعكس تنوعها الفني وثراءها التراثي، نذكر من بينها:
1. المهرجان الدولي للسينما الإفريقية بخريبكة تأسس سنة 1977، ويُعتبر ثالث أقدم مهرجان سينمائي في إفريقيا بعد مهرجاني قرطاج (تونس) والفيسباكو (بوركينا فاسو). يهدف إلى الاحتفاء بالإنتاجات السينمائية الإفريقية وتعزيز التبادل الثقافي داخل القارة. تعرف كل دورة تكريم رموز من عالم السينما الإفريقية وعروضًا لأفلام ذات طابع اجتماعي وثقافي عميق.
2. المهرجان الدولي للفيلم الوثائقي بخريبكة يُعنى بالأفلام الوثائقية من مختلف البلدان، ويشكل منصة للنقاش حول قضايا معاصرة من خلال الصورة الوثائقية، بمشاركة مخرجين وباحثين ونقاد.
3. مهرجان الرواد الدولي للمسرح يُقام تحت شعار "نمشيو نتفرجو فالمسرح"، ويجمع فرقًا مسرحية من المغرب والعالم العربي، ويتضمن عروضًا فنية، مسابقات، ندوات فكرية، وورشات تكوينية لفائدة الشباب.
4. المهرجان الوطني لفن عبيدات الرما يُنظَّم من طرف وزارة الشباب والثقافة والتواصل بشراكة مع مؤسسات محلية، ويُكرِّس لفن عبيدات الرما باعتباره من الركائز التراثية التي تميّز هوية المنطقة، بمشاركة عشرات الفرق الشعبية من مختلف ربوع المغرب.
5. مهرجان دروبنا لفنون الشباب تنظمه جمعية "دروبنا" ويستهدف الشباب المبدع في مجالات الموسيقى، المسرح، والفنون التشكيلية، كما يتضمن سهرات وورشات ولقاءات فنية وثقافية لتشجيع المواهب المحلية.
6. مهرجان خريبكاك للفكاهة يُنظم من طرف جمعية "الإبداع للفنون"، ويجمع أبرز نجوم الكوميديا المغاربة، كما يفتح المجال أمام الشباب لإبراز طاقاتهم في مجال الفكاهة والستاند آب من خلال مسابقات وعروض مباشرة.
7. مهرجان "منظار" لمواكبة المقاولة الثقافية يُعقد بشراكة بين Act4Community التابعة للمجمع الشريف للفوسفاط ومؤسسة L’Uzine. يُعنى بتمكين الشباب من تطوير مشاريعهم الفنية والمقاولاتية، ويقدم برامج تكوينية وعروضًا فنية متنوعة تجمع بين الموسيقى، الفنون البصرية، السيرك، فنون الشارع وغيرها.
8. المهرجان الدولي لفنون السيرك "ماركو" تنظمه جمعية البهلوان ماركو للتربية والثقافة، ويستقطب فرقًا من أوروبا وإفريقيا والعالم العربي، ويهدف إلى إحياء فنون السيرك في المغرب، من خلال عروض بهلوانية، أكروبات، ألعاب خفة، وورشات تكوينية.
9. المهرجان الدولي للفنون الرقمية بخريبكة يهدف إلى استكشاف التفاعل بين الفنون والتكنولوجيا الرقمية. يجمع فنانين محليين ودوليين في عروض فنية رقمية وورشات تُعزز الوعي البيئي والثقافي في العالم الرقمي.

من خلال هذا الزخم الثقافي والفني المتعدد الأوجه، تُؤكّد خريبكة مكانتها كمختبر حيّ للابتكار الثقافي، ومنصة للتلاقي بين التراث والحداثة، بين المحلي والدولي، مما يجعلها وجهة ثقافية متميزة على الصعيدين الوطني والإفريقي.
المصادر :

### . المهرجان الدولي للسينما الإفريقية بخريبكة
- وزارة الشباب والثقافة والتواصل: mjcc.gov.ma
- المركز السينمائي المغربي: ccm.maCCM Maroc
- موقع ويكيبيديا: ar.wikipedia.org

### 2. المهرجان الدولي للفيلم الوثائقي بخريبكة
- موقع المهرجان الرسمي: afifdok.org

### 3. مهرجان الرواد الدولي للمسرح
- الصفحة الرسمية للمهرجان على فيسبوك: facebook.com/masrahrouad

### 4. المهرجان الوطني لفن عبيدات الرما
- موقع اليوم 24: alyaoum24.com

### 5. مهرجان دروبنا لفنون الشباب
- موقع فبراير.كوم: febrayer.com

### 6. مهرجان خريبكاك للفكاهة
- موقع فبراير.كوم: febrayer.com

### 7. مهرجان "منظار" لمواكبة المقاولة الثقافية
- موقع فبراير.كوم: febrayer.com

### 8. المهرجان الدولي لفنون السيرك "ماركو"
- الصفحة الرسمية لجمعية البهلوان ماركو على فيسبوك: facebook.com/cirquekhouribga

### 9. المهرجان الدولي للفنون الرقمية بخريبكة
- موقع SNRT News: snrtnews.com
- موقع ملفات تادلة 24: milafattadla24.commilafattadla24 | جريدة ملفات تادلة 24
- موقع لوسيت أنفو: ar.lesiteinfo.comلوسيت أنفو بالعربية

## أحياء وشوارع المدينة

### أبرز الأحياء
- حي الفتح
- النهضة
- حي بن جلون
- ليراك l'ERAC.
- القدس 1
- القدس 2
- الحي الإداري
- حي السعادة (مبشور)
- حي الهناء
- البيوت
- حي الرياض
- المسيرة
- حي المقاومة (البريك)
- حي الوفاق
- الانبعاث 1
- الانبعاث 2
- الانبعاث 3
- الانبعاث 4
- الحي الصناعي
- حي الكرم
- حي المحطة
- المدينة القديمة
- حي الزيتونة
- الخوادرية
- حي الياسمين 1
- حي الياسمين 2
- حي الهدى
- حي السلام
- حي الرشاد
- حي التقدم
- باب خوخة
- حي الداخلة
- التعاونية
- حي المستقبل
- حي جميلة
- حي الفرح
- الإقبال
- الحركات
- حي الفتح
- حي الصناعي
- حي الكرم
- حي الداخلة
- حي مبشور
- حي ولاد القرع
- حي العسكر
- حيان
- حي الصخور

### أبرز الشوارع
| - شارع مولاي يوسف - شارع محمد السادس - شارع فلسطين - شارع عبد الرحيم بوعبيد - شارع مراكش - شارع محمد صدقي - شارع 21 غشت | - شارع العلويين - شارع المقاومة - شارع المتنبي - شارع مولاي عبد الله - شارع محمد الخامس شارع براهيم الروداني |

### الحدائق والمتنزهات
هي مجموعة حدائق جذابة تقع بالحي الفرنسي Village OCP، صممها الفرنسيون حيث تضم أشجارا قديمة وشامخة ترخي بظلالها على الحدائق التي تسقى كل يوم من طرف طاقم مسؤول عن ذلك. كما تضم كراسي مجهزة لراحة الزوار تحت ظلال أشجار النخيل الكثيفة.

### مسابح مدينة خريبكة
تضم المدينة عدة مراكز ترفيهية للسباحة في الصيف:
- المسبح الصغير (La petite Piscine): هو مسبح يقع بالحي الفرنسي ويضم: -حوضين كبيرين للسباحة بشكل هندسي جميل -قاعة مغطاة صغيرة مخصصة لنادي أولمبيك خريبكة للسباحة. -فضاء أخضر حيث يستريح الناس تحت ظلال أشجار النخيل الكثيفة والباردة. -مطعم صغير -مستودعات -دوش للاستحمام.
- المسبح الكبير (La grande piscine): يقع أيضا بالحي الفرنسي بخريبكة ويضم: -ثلاثة أحواض كبيرة للسباحة -فضاء أخضر شاسع مزود بكراسي -فضاء أخضر ترفيهي للشباب حيث يضم ملاعب معشوشبة صغيرة لإجراء مباريات في مختلف الرياضات. -مطعم -مستودعات -دوش للاستحمام.
- المسبح البلدي: مسبح يقع بحي الرشاد خلف القاعة المغطاة الجديدة ويضم: ثلاثة أحواض للسباحة -مقهى ومطعم المسبح -مستودعات -دوش للسباحة -فضاء أخضر -مساحة خضراء تتوفر على منصة لتنظيم السهرات الفنية الليلية.
- مسبح نادي المهندسين: يعد من أرقى المسابح بالمدينة.(انظر نادي المهندسين أسفله)
- إضافة إلى مسابح الفنادق الكبرى كمسبح فندق Golden Tulip Farah بخريبكة.

### أندية OCP الترفيهية بخريبكة
- نادي المهندسين Club des ingénieurs: يعد من أرقى الأندية بالمدينة حيث يظل مخصصا لأسر وعائلات المهندسين العاملين بمجموعة المكتب الشريف للفوسفاط. ويضم هذا النادي: مسبح ذو شكل هندسي متميز وفريد ويتوفر على المواصفات الحديثة لتجهيز المسابح -مطعم راقي يسهر على العمل به أمهر الطباخين -مساحة خضراء شاسعة مزودة بوسائل الراحة والترفيه -دوش للاستحمام - Glacerie - منشط Animateur DJ محترف.
- نادي الأطر Club de Maitrise: المعروف بـ (Foyer) مخصص للأطر العاملة بمجموعة المكتب الشريف للفوسفاط حيث يضم: -قاعة شاي مكيفة - مطعم -بستان خارج المطعم حيث تسوده أجواء هادئة ليلا.
- نادي المستخدمين Cercle du Personnel: مخصص لمستخدمي شركة OCP ويضم: مطعم يطل على جانب من المسبح الصغير - قاعة مكيفة ذات شكل دائري للتعارف والنقاش.
- إضافة غلى أندية أخرى خارجة عن نطاق مجموعة المكتب الشريف للفوسفاط.

## المرافق الثقافية
تضم المدينة العديد من المرافق الثقافية لكن يبقى أبرزها التي تحتضن المهرجان الدولي للسينما الأفريقية وهي كالتالي:

## خريبكة: مدينة الرياضات الأنيقة
تتميز الأنشطة الرياضية بالإقليم بتنوعها وتعددها نظرا للتجهيزات التي تم توفيرها في معظمها من طرف مجموعة المكتب الشريف للفوسفاط:
- مركب الفوسفاط لكرة القدم OCK.
- مدرسة أولمبيك خريبكة لكرة القدم: تضم ثلاث ملاعب معشوشبة.
- نادي أولمبيك خريبكة للسباحة.
- نادي أولمبيك خريبكة لكرة المضرب.
- نادي أولمبيك خريبكة للرماية.
- نادي اولمبيك خريبكة للفروسية.
- كارتينغ للسيارات تابع لأولمبيك خريبكة.
- نادي الغولف بخريبكة.
- ملعب عين الفوارة للريكبي.
- الملعب البلدي لنادي حسنية خريبكة.
- حلبة ألعاب القوى لنادي حسنية خريبكة.
- القاعة المغطاة للرياضات.
- القاعة المغطاة الجديدة الكبرى للرياضات.
- نادي أولمبيك خريبكة لفنون الحرب.
- نادي أولمبيك خريبكة لكرة اليد + كرة السلة + الكرة الطائرة.

## بعض مشاهير
- محمد بن عمر لحرش (Anh MA) : جنرال مغربي في حرب فيتنام رفقة هوشي منه.
- عبد الكبير زهود: كاتب الدولة المكلف بالمياه والغابات.
- الراشدي الغزواني: وزير النقل السابق.
- الحاج بن عزوز أو «الدزايري»، مقاوم. اختفى في ظروف غامضة. لم تنصفه جلسات المصالحة والإنصاف.
- لفطيمي عماد: نائب رئيس تحرير في قناة RT
- إقبال إلهامي: مراسلة قناة الجزيرة بالرباط.
- المصطفى كسى: مراسل قناة الجزيرة بخريبكة.
- سفيان رشيدي: معلق في القناة الرياضية المغربية.
- محمد بسطاوي: ممثل.

- محمد عبدالنباوي مدير الشؤون الجنائية بوزارة العدل والمدير العام لادارة السجون سابقا
- هندي زهرة زهرة هندي: فنانة عالمية
- حسام الدين لمعمري: شخصية مشهورة.
- أحمد دراع: مقرئ ومنشد
- بوشتة فرقزيد: ناقد سنمائي
- رشيد لعروصي: مخرج، ممثل، سينارست
- إبراهيم رشيدي محامي؛ أستاذ جامعي وبلماني سابق * عباس كاميل: ممثل ومن أدواره المتميزة دور القائد عيسى بن عمر في شريط السينما (خربوشة) ودروه في المسلسل التلفزيوني (دموع الرجال) زيادة على أداءه الجميل في عدة مسرحيات احترافية، لديه مدرسة خاصة في الفنون المسرحية بالدار البيضاء
- عبد العزيز معلوم، صحافي بالإذاعة السويدية في ستوكهولم. حائز على جائزة الكفاءة اللغوية في مجال الإعلام في السويد سنة 2017.

## التوأمة
مدينة خريبكة تعتبر توأما للمدن التالية عبر العالم:
- بوزنان، بولندا.
- المتلوي، تونس.
- نابولي، إيطاليا.
- نابلس، فلسطين.
- ستافانجير، النرويج.

## وصلات خارجية
- موقع بوابة خريبكة
- موقع صور مدينة خريبكة نسخة محفوظة 29 ديسمبر 2010 على موقع واي باك مشين.
- موقع أبناء خريبكة في المهجر
- صحافة مدينة خريبكة جريدة إلكترونية.